# Irlandia Północna

Flaga Irlandii Północnej z lat 1953–1972, obecnie nieoficjalne barwy używane niekiedy przez reprezentantów Irlandii Północnej m.in. podczas zawodów sportowych

Herb Irlandii Północnej z lat 1953–1972

Irlandia Północna (ang. Northern Ireland; irl. Tuaisceart Éireann, wym. [ˈt̪ˠuəʃcəɾˠt̪ˠ ˈeːɾʲən̪ˠ]ⓘ; Ulster Scots Norlin Airlann) – kraj stanowiący część Zjednoczonego Królestwa Wielkiej Brytanii i Irlandii Północnej. Zajmuje północno-wschodnią część wyspy Irlandii. Jego stolicą jest Belfast. Część władzy ustawodawczej na rzecz kraju wykonuje Zgromadzenie Irlandii Północnej, utworzone w 1998 r. na podstawie przepisów ustawy o Irlandii Północnej, powstałej w ramach kończącego konflikt północnoirlandzki porozumienia wielkopiątkowego. Irlandia Północna współpracuje z Republiką Irlandii w niektórych obszarach, a porozumienie wielkopiątkowe przyznało Republice możliwość „przedstawiania poglądów i propozycji w celu rozwiązania sporów między dwoma rządami”.

## Historia
Irlandia Północna powstała w 1921 r., gdy po utworzeniu Wolnego Państwa Irlandzkiego sześć z dziewięciu hrabstw północno-wschodniej prowincji Ulster (irl. Ulaidh) pozostało przy Zjednoczonym Królestwie. W hrabstwach tych dominowali protestanci, w większości potomkowie szkockich i angielskich osadników, którzy sprzeciwiali się zwierzchnictwu katolickiej Irlandii.
Konflikty w Irlandii Północnej trwają od średniowiecza, kiedy cała wyspa Irlandia znalazła się pod panowaniem Królestwa Anglii. W XVII wieku rozpoczęto zasiedlanie Irlandii przez ludność angielską i szkocką, a ziemie dla osadników zdobywano, usuwając z nich właścicieli irlandzkich. Zapoczątkowało to wrogość między Anglikami a Irlandczykami, spotęgowaną różnicami religijnymi: Irlandczycy byli katolikami, przybysze zaś głównie protestantami. Liczne bunty i powstania doprowadziły w 1921 r. do utworzenia niepodległej Irlandii. W granicach Wielkiej Brytanii pozostała jednak Irlandia Północna, którą w większości zamieszkują protestanci pochodzenia angielskiego. Walkę o połączenie z Irlandią prowadziła Irlandzka Armia Republikańska (IRA). Pod koniec lat 60. XX wieku wybuchł krwawy konflikt w Irlandii Północnej pomiędzy republikanami dążącymi do zjednoczenia wyspy a unionistami. Dopiero w 1998 r. zawarto porozumienie pokojowe zwane wielkopiątkowym, za które dwaj jego współtwórcy – John Hume i David Trimble – otrzymali pokojową nagrodę Nobla. W 2005 r. Irlandzka Armia Republikańska ogłosiła całkowite rozbrojenie.
Na sytuację w Irlandii Północnej na początku XXI wieku wpływ miały stosunki demograficzne. Dwie najsilniejsze grupy etniczne – Irlandczycy i Brytyjczycy mieli własne wizje przyszłych losów kraju i najczęściej to narodowość determinowała opcje polityczne. Trwający przez wiele dekad konflikt między zwolennikami pozostania przez Irlandię Północną w Wielkiej Brytanii a zwolennikami włączenia jej do Republiki Irlandii został rozstrzygnięty w porozumieniu wielkopiątkowym.

## Podział administracyjny
Irlandia Północna podzielona jest na 11 dystryktów.

## Miasta w Irlandii Północnej
- Antrim, Armagh
- Ballycastle, Ballyclare, Ballymena, Ballymoney, Ballynahinch, Banbridge, Bangor, Belfast
- Carrickfergus, Carryduff, Coalisland, Coleraine, Comber, Cookstown, Craigavon
- Donaghadee, Downpatrick, Dromore, Dundonald, Dungannon
- Enniskillen
- Holywood
- Kilkeel
- Larne, Limavady, Lisburn, Londonderry, Lurgan
- Magherafelt, Maghera
- Newcastle, Newry, Newtownabbey, Newtownards
- Omagh
- Portadown, Portrush, Portstewart
- Randalstown
- Strabane
- Warrenpoint

## Demografia
Zgodnie ze spisem przeprowadzonym w 2001 roku liczba mieszkańców Irlandii Północnej wynosiła 1 685 267. Poniższa lista pokazuje miejsce urodzenia objętych badaniem ludzi:
- Irlandia Północna: 1 534 268 (91,0%)
- Anglia: 61 609 (3,7%)
- Szkocja: 16 772 (1,0%)
- Walia: 3008 (0,2%)
- Irlandia: 39 051 (2,3%)
- inny kraj Unii Europejskiej: 10 355 (0,6%)
- inny kraj spoza Unii Europejskiej: 20 204 (1,2%)

Spis został wykonany jeszcze przed otwarciem rynku Wielkiej Brytanii dla obywateli nowych krajów Unii Europejskiej – nie uwzględniają więc napływu licznych pracowników niepochodzących z Wysp Brytyjskich. Ponad 99% mieszkańców jest rasy białej, jest to największy odsetek w Wielkiej Brytanii.
Według spisu z 2011 roku populacja kraju wynosiła 1 810 863, co stanowiło około 30% całkowitej populacji wyspy Irlandii i około 3% populacji Wielkiej Brytanii.
W 2016 roku liczba północnoirlandzkiej ludności wyniosła 1 862 964.

## Języki
Według spisu powszechnego z 2021 roku większość mieszkańców kraju posługuje się językiem angielskim jako głównym (95,4%), a posługiwać się nim dobrze lub bardzo dobrze potrafi 98,9% społeczeństwa. Językiem irlandzkim posługuje się jako głównym 0,3% mieszkańców (ok. 6 tys. osób), choć przynajmniej częściową znajomość tego języka zadeklarowało 12,4% (228 600) społeczeństwa. 10,4% (190 600) deklarowało przynajmniej częściową znajomość języka Ulster Scots, choć znikoma liczba osób posługuje się nim jako głównym. Język polski był głównym językiem dla 1,1% mieszkańców (20 100), a litewski dla 0,5% (9000).
Język angielski jest de facto językiem urzędowym na terenie Irlandii Północnej; jego status nie jest uregulowany prawnie. W grudniu 2022 roku status oficjalnego zyskał język irlandzki.

## Wyznania religijne
Według danych ze spisu statystycznego w 2021 roku 42,3% populacji Irlandii Północnej stanowili katolicy, 37,3% protestanci, 1,3% przynależało do innych wyznań a 17,4% nie identyfikowało się z żadną religią bądź żadnej nie zadeklarowało.
| Religie                                                                      | 1961  | 1991  | 2001  |
| ---------------------------------------------------------------------------- | ----- | ----- | ----- |
| Katolicy                                                                     | 34,9% | 38,4% | 40,3% |
| Prezbiteriański Kościół w Irlandii (Presbyterian Church in Ireland; kalwini) | 29,0% | 21,4% | 20,7% |
| Kościół Irlandii (Church of Ireland; anglikanie)                             | 24,2% | 17,7% | 15,3% |
| Inne religie (również inne wyznania protestanckie)                           | 9,3%  | 11,5% | 9,9%  |
| Religia nieokreślona lub jej brak                                            | 2,0%  | 11,1% | 14,0% |

Irlandia Północna nie ma kościoła państwowego. Niegdyś ustanowiony Kościół Irlandii (Church of Ireland) został oddzielony od państwa ustawą 1869, która weszła w życie w 1871 roku. Obecnie skupia około 15,3% populacji Irlandii Północnej. Największym kościołem protestanckim jest Prezbiteriański Kościół Irlandii, skupiający około 20,7% populacji. Razem z innymi kościołami, protestanci stanowili około 53,1% populacji prowincji (2001).

## Opcje polityczne mieszkańców

Mapa pokazuje wyniki wyborów lokalnych na przestrzeni ostatnich lat.

Poglądy polityczne mieszkańców Irlandii Północnej w dużym stopniu związane są z ich wyznaniem religijnym. Najbardziej licznie reprezentowani są zwolennicy pozostania prowincji w granicach Zjednoczonego Królestwa (ok. 38% społeczeństwa), natomiast liczba osób pragnących przyłączenia do Irlandii wynosiła w 2004 niewiele ponad 20% osób. W ostatnich latach obserwuje się wzrost zwolenników trzeciej opcji – powstania niezależnego państwa Irlandii Północnej – chęć taką deklaruje 29% protestantów (na 68% poglądów pro-brytyjskich) oraz 36% katolików (wobec 60%, będących zwolennikami zjednoczenia Irlandii). Ogólnie sondaże szacują liczbę osób, które mogłyby poprzeć trzecią opcję na 35%, a więc więcej niż pro-irlandzką.

## Transport
W Irlandii Północnej funkcjonują trzy lotniska – Belfast-City George Best, Belfast-International oraz Derry. Główne porty morskie znajdują się w Belfaście i Larne, które przewożą głównie pasażerów pomiędzy Irlandią Północną a Wielką Brytanią. Transport lokalny organizuje Translink, który należy do rządu (w przeciwieństwie do reszty Zjednoczonego Królestwa) posiada on wiele spółek w tym min. Ulsterbus, Goldline czy NI Railways, większość z nich zajmuje się transportem autobusowym, Translink operuje również transport publiczny w Belfaście (Metro) oraz Derry~Londonderry (Foyle Metro)
W Irlandii Północnej obowiązuje ruch lewostronny. Główne autostrady to M1 o długości 61 km, łącząca południowo-wschodni Belfast z Dungannon, M2 o długości 36 km, rozpoczynająca się w północnym Belfaście i kończąca w Antrim, M3 o długości 1,3 km, będąca mostem nad rzeką Lagan, łącząca się z autostradą M2 oraz M5 o długości 2,3 km, rozpoczynająca się w północnym Belfaście w mieście Newtownabbey.